# Coll de la Vinyassa
El Coll de la Vinyassa és una collada situada a 716,3 m alt a la carena de la Serra de l'Albera que separa el terme comunal de l'Albera, a la comarca del Vallespir, a la Catalunya del Nord del de la Jonquera, que pertany a l'Alt Empordà.
És a prop de l'extrem sud-est del terme de l'Albera i al nord del de la Jonquera. Queda a ponent del Puig de Llobregat i just a migdia del poble de Sant Martí d'Albera.